# Campagne sous-marine alliée dans le Pacifique

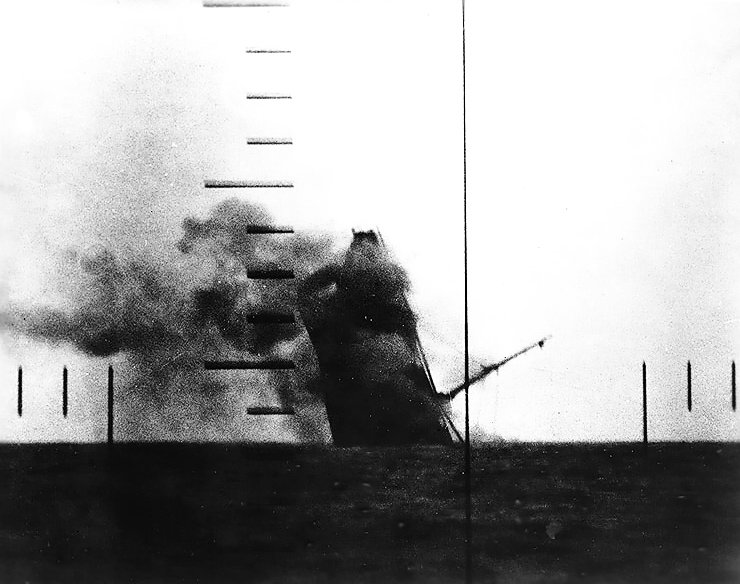
Naufrage du cargo japonais Nittsu Maru torpillé par l' en mars 1943.

La campagne sous-marine alliée dans le Pacifique est une campagne navale menée par les sous-marins alliés pendant la guerre du Pacifique de la Seconde Guerre mondiale. Les forces sous-marines menèrent une guerre à outrance qui fut un contributeur clé à la défaite de l'empire du Japon.
Pendant la guerre, les sous-marins de la marine américaine furent responsables de 55% des pertes de la marine marchande japonaise. La guerre contre la navigation fut le facteur clef de l'effondrement de l'économie japonaise. Les sous-marins alliés coulèrent également un grand nombre de transports de troupes de l'armée impériale japonaise, tuant plusieurs milliers de soldats japonais et entravant le déploiement des renforts de l'armée pendant les batailles sur les îles du Pacifique.
Ils effectuèrent également des patrouilles de reconnaissance, débarquèrent des forces spéciales et des guérilleros et accomplirent des tâches de recherche et de sauvetage. La majorité des sous-marins impliqués appartenaient à la marine américaine, suivie par la marine royale britannique et enfin la marine royale néerlandaise, qui engagea un nombre limité de navires dans cette campagne.
La campagne sous-marine alliée est l'un des exploits les moins médiatisés de l'histoire militaire, en grande partie à cause des efforts des gouvernements alliés pour que les actions de leurs propres sous-marins ne soient pas rapportées dans les médias. La marine américaine adopta une politique officielle de guerre sous-marine sans restriction, et il semble que cette politique ait été exécutée à l'insu ou sans le consentement préalable du gouvernement. Le traité naval de Londres, duquel les États-Unis étaient signataires, exigeait que les sous-marins se conforment aux règles de prises (communément appelées « règles de croiseur ») vis-à-vis des navires marchands. Cela n'interdisait pas à ceux-ci le transport d'armes, mais les armer ou leur faire rapporter des contacts signalant un submersible (ou des corsaires) en faisait de facto des croiseurs auxiliaires et supprimait ainsi la protection des « règles de croiseur ». Cela rendit les restrictions inefficaces sur les sous-marins.

## Contexte
Les États-Unis avaient la force sous-marine la plus grande et la plus puissante de tous les pays alliés du Pacifique au début de la guerre. La doctrine de la marine américaine d'avant-guerre — comme celle de toutes les grandes marines — spécifia que le rôle principal des sous-marins était de soutenir la flotte de surface en effectuant des reconnaissances et en attaquant de grands navires de guerre ennemis. Les navires marchands étaient considérés comme des cibles secondaires et les circonstances dans lesquelles ils pouvaient être attaqués étaient grandement limitées par les règles de prises énoncées dans le traité naval de Londres, dont les États-Unis étaient signataires. L'US Navy construisit de grands sous-marins se vantant d'une longue portée, d'une vitesse de croisière relativement rapide et d'un armement lourd de torpilles. Les sous-marins américains étaient les mieux adaptés pour de longues patrouilles dans les tropiques que ceux des autres grandes puissances en raison des équipements tels que la climatisation (dont les sous-marins allemands, par exemple, manquaient) et les unités de distillation d'eau douce. Les commandants et les hommes d'équipage des sous-marins étaient considérés comme une élite et jouissaient d'un fort esprit de corps. Le 7 décembre 1941, l'US Navy possédait 55 Fleet submarine (en) et 18 sous-marins de taille moyenne (S-boats) dans le Pacifique, 38 sous-marins ailleurs et 73 autres étaient en construction. À la fin de la guerre, les États-Unis avaient achevé la construction de 228 sous-marins.)
Alors que la Grande-Bretagne stationna une force de sous-marins en Extrême-Orient avant le déclenchement de la guerre, aucun navire n'était disponible en décembre 1941. Les Britanniques disposaient de 15 sous-marins modernes en Extrême-Orient en septembre 1939. Ces sous-marins faisaient partie de la China Station et étaient organisés en 4e flottille. Bien que le nombre de sous-marins britanniques en Extrême-Orient ait augmenté au début de 1940 lorsque la 8e flottille arriva à Ceylan, les deux flottilles et tous leurs sous-marins furent retirés au milieu de 1940 pour renforcer la flotte méditerranéenne.
Les Pays-Bas maintinrent également une force sous-marine en Extrême-Orient afin de protéger les Indes orientales néerlandaises. En décembre 1941, cette force comprenait 15 submersibles basés à Surabaya, dont la plupart étaient obsolètes,.

## Implications stratégiques
Tout au long de la guerre, le Japon dépendit du transport maritime pour fournir des ressources adéquates, y compris de la nourriture, aux îles d'origine à l'approvisionnement de ses militaires dans les garnisons du Pacifique. Avant la guerre, les estimations japonaises tablaient sur 6 millions de tonnes de tonnage marchand pour maintenir l'économie nationale et militaire pendant une guerre majeure.
Au moment de l'attaque de Pearl Harbor, la capacité de tonnage du Japon était bien supérieure qu'initialement estimée, totalisant ainsi 7,7 millions de tonnes : 6,5 millions de tonnes pour la marine marchande japonaise, ajoutés aux diverses embarcations plus petites pouvant transporter 1,2 million de tonnes supplémentaires.
Au début de la guerre, la flotte sous-marine américaine s'avéra inefficace, pour de multiples raisons:
- Une grande partie des sous-marins déployés contre les Japonais étaient obsolètes.
- Les submersibles étaient entravés par des défauts de leur arme principale, la torpille Mark 14 (en).
- Une mauvaise formation conduisit à une dépendance excessive au sonar.
- Les capitaines étaient insuffisamment agressifs[15], et montrèrent une peur excessive du sonar des destroyers et des avions de la lutte ASM[16]
- Mauvaises dispositions - la flotte était dispersée sous une étroite surveillance des principales bases japonaises[17].
- Le commandement fut divisé, ce qui garda les sous-marins hors de l'une des meilleures zones de chasse, à savoir le détroit de Luçon, par peur des tirs amis[18].

Malgré la conscience qu'une navigation en sécurité était vitale pour le pays, le haut commandement japonais sous-estima sérieusement la menace (éventuelle) des sous-marins alliés. Cette confiance excessive fut renforcée par l'inefficacité des sous-marins alliés au début de la guerre. La guerre anti-sous-marine reçut une faible priorité et peu de navires de guerre et d'aéronefs furent affectés à la protection de la marine marchande. Les destroyers japonais constituaient l'essentiel de la protection des convois ; disposant des capacités de combat de nuit impressionnantes, tout en montrant des déficiences dans le sonar et le radar par rapport aux équivalents des autres marines. De plus, la doctrine de la marine japonaise en matière de défense commerciale fut très mauvaise.
La taille et l'efficacité de la force sous-marine alliée se sont considérablement accrues pendant la guerre du Pacifique. Les États-Unis ont augmenté la production de sous-marins modernes à partir de 1942. Les efforts de l'amiral Charles A. Lockwood furent cruciaux pour la rectification des problèmes de la torpille Mark 14 (qui ne furent cependant résolus qu'en septembre 1943). Il sélectionna également des commandants de sous-marins plus agressifs. Le renseignement sur les transmissions réussit à décrypter le « code maru » en janvier 1943, après qu'une gaffe des douanes américaines d'avant-guerre ait amené le Japon à le changer. En avril 1945, l'armée de l'air américaine mina les ports et les voies fluviales japonais afin d'empêcher la circulation du fret et des troupes dans le cadre de l'opération Famine. Outre tous ces développements, les sous-marins américains infligèrent des pertes dévastatrices à la marine marchande japonaise en 1943 et 1944 et, en janvier 1945, avaient effectivement détruit la flotte marchande japonaise. À la fin de la guerre, seulement 12 % du tonnage marchand d'avant-guerre du Japon était encore à flot.
Des défaillances de torpilles provoquèrent la perte de deux sous-marins américains (USS Tulibee et USS Tang) sur les 48 perdus en patrouille. Deux (USS Dorado et USS Seawolf) furent coulés à cause d'un tir ami et quatre autres perdus à cause d'accidents ou d'échouement. Près de 16 000 sous-mariniers américains servirent durant la guerre, desquels 375 officiers et 3 131 hommes d'équipage furent tués.

## Contrer l'offensive japonaise

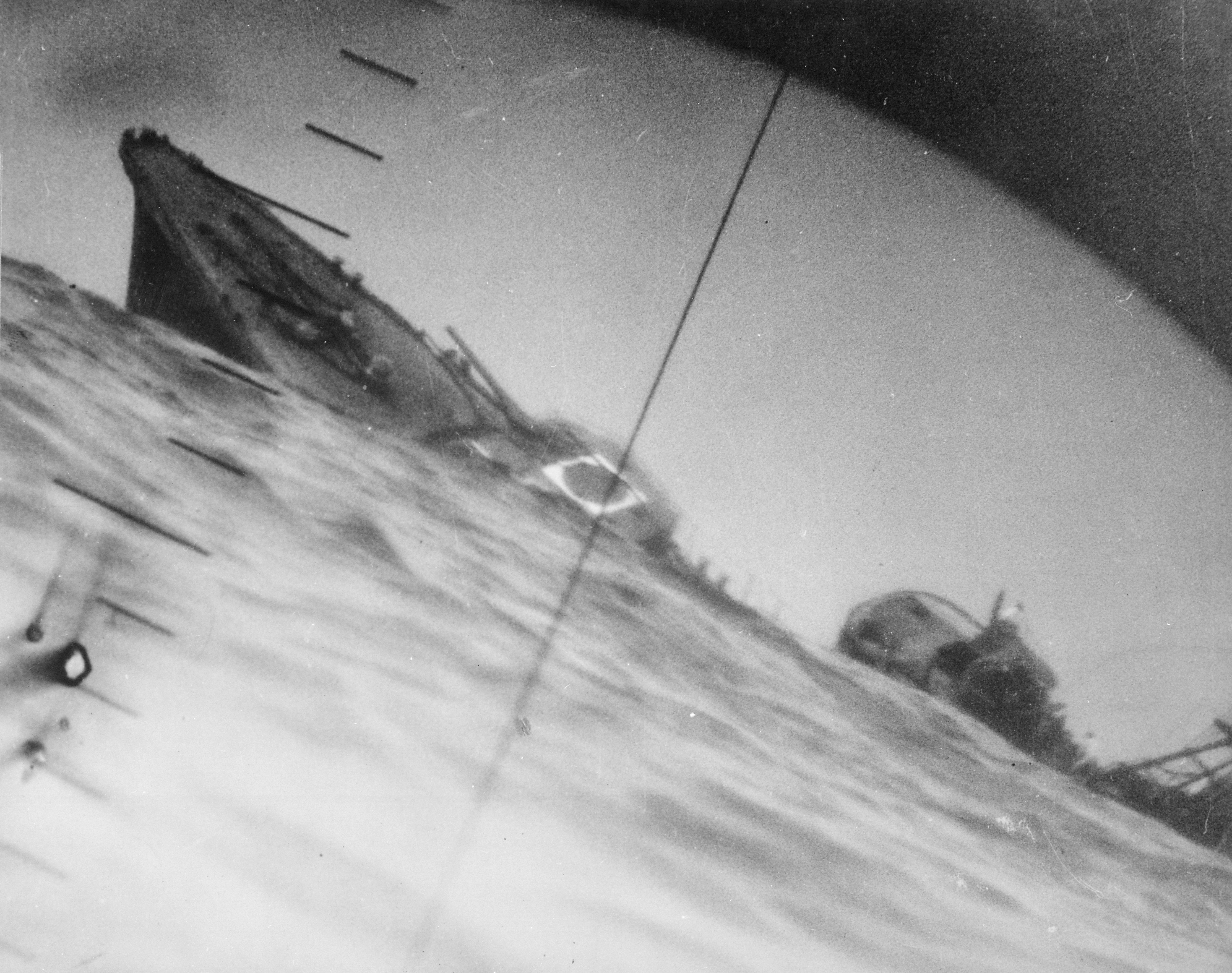
Naufrage par torpillage du destroyer japonais Yamakaze, photographié à travers le périscope du submersible américain le 25 juin 1942.

En rupture avec la doctrine d'avant-guerre (qui, comme celle du Japon, avait présumé une ruée vers le Pacifique et une « bataille décisive » entre les cuirassés), avec le traité naval de Londres, et avec la défense américaine de longue date « De la liberté des mers (en) », les commandants navals américains dans le Pacifique reçurent l'ordre du chef d'état-major de la marine américaine « d'exécuter une guerre aérienne et sous-marine sans restriction contre le Japon » dans l'après-midi du 7 décembre 1941, six heures après l'attaque japonaise. Cet ordre autorisait tous les sous-marins américains du Pacifique à attaquer et couler tout navire de guerre, navire commercial ou navire à passagers civil battant pavillon japonais, et ce sans avertissement. Thomas C. Hart, commandant en chef de la flotte asiatique américaine, émit le même ordre à 3 h 45, heure de Manille (soit 9 h 15 à Hawaï) de sa propre initiative (mais connaissant le chef des opérations de l'US Navy Harold R. Stark, celui-ci avait l'intention de lancer le même ordre).
La force sous-marine de la flotte du Pacifique était sortie indemne de l'attaque sur Pearl Harbor et l'USS Gudgeon partit pour la première patrouille de guerre offensive le 11 décembre. Les 27 sous-marins de la flotte asiatique (dépassant le nombre de navire de la flotte de Pearl Harbor) également entrés en action le premier jour de l'engagement des États-Unis dans la guerre, commencèrent des patrouilles de guerre dans les eaux autour des Philippines et de l'Indochine. En raison d'une planification d'avant-guerre inadéquate, qui ne prévoyait pas de pose de mines défensives; ni le placement en station des sous-marins autour des Philippines, ni hors des ports ennemis, les efforts de la flotte asiatique pour contrer l'invasion japonaise des Philippines échouèrent et les sous-marins survivants de la flotte furent forcés de se retirer à Surabaya, dans les Indes néerlandaises.
Les sous-marins britanniques, néerlandais et américains participèrent à l'échec de la défense de la Malaisie britannique et des Indes néerlandaises à la fin de 1941 et au début de 1942. En décembre 1941, cinq sous-marins néerlandais attaquèrent la flotte d'invasion japonaise au large de la Malaisie. Ces sous-marins coulèrent deux navires marchands japonais et en endommagèrent quatre autres, pour le prix de trois sous-marins perdus. Les deux sous-marins néerlandais survivants furent retirés pour défendre les Indes néerlandaises, assistés par deux sous-marins britanniques qui avaient été transférés de la flotte méditerranéenne, ainsi que par plusieurs bateaux américains. La force sous-marine de la flotte asiatique américaine quitta Surabaya pour Fremantle, en Australie-Occidentale, le 1er mars. À cette date, les 27 sous-marins de la flotte asiatique avaient coulé 12 navires japonais pour la perte de quatre bateaux américains. À la suite de la chute des Indes orientales, seule une poignée de sous-marins britanniques et néerlandais furent basés dans l'océan Indien, et ceux-ci eurent peu d'impact sur les forces japonaises dans la région.

## Guerre d'usure
Après la bataille de la mer de Corail, la marine américaine détacha huit sous-marins pour achever le porte-avions endommagé Shōkaku, sans succès. Lors de la bataille de Midway, l'USS Nautilus ne réussit pas à couler le cuirassé Kirishima, mais son attaque éloigna temporairement le destroyer Arashi de la flotte principale pour larguer des charges de profondeur contre lui. Le retour du destroyer vers la force opérationnelle japonaise fut retracé par le VB-6 de l'USS Enterprise, ce qui permit aux bombardiers en piqué de foncer sur les porte-avions Akagi et Kaga,,. Dans l'ensemble, en 1942 les sous-marins américains réussirent à couler le croiseur lourd Kako et le croiseur léger Tenryū.
À la suite de plusieurs améliorations clés de l'année précédente, les sous-marins américains infligèrent de lourdes pertes aux unités lourdes de la marine impériale japonaise en 1944. Ils détruisirent les porte-avions japonais Shōkaku et Taihō lors de la bataille de la mer des Philippines, et coulèrent ou neutralisèrent trois croiseurs de la classe Takao au début de la bataille du golfe de Leyte. Cette année-là, ils envoyèrent également par le fond le cuirassé Kongō (le seul cuirassé japonais coulé par un submersible), les porte-avions d'escorte Shin'yō, Taiyō et Un'yō, et les porte-avions de flotte Unryu et Shinano, ce dernier étant le plus grand navire jamais coulé par un sous-marin.
À partir de 1943, les sous-marins alliés mènent une campagne de plus en plus efficace contre la marine marchande et la marine impériale japonaise. À la fin de la guerre en août 1945, la marine marchande japonaise était réduite à moins d'un quart de son tonnage en décembre 1941. Dans l'ensemble, les sous-marins de l'US Navy coulèrent environ 1 300 navires marchands japonais et près de 200 navires de guerre. Malgré la nécessité de maintenir des voies maritimes pour son empire, les Japonais échouèrent à développer une escorte de destroyers adaptée aux besoins des convoi, alors qu'ils n'avaient pas non plus la puissance industrielle pour remplacer les pertes de leurs destroyers lourdement armés,, ni de leurs marchands mal protégés.
En 1943, le membre du Congrès américain Andrew J. May révéla que les grenades ASM japonaises n'étaient pas lancées assez profondément pour détruire les sous-marins américains. La guerre anti-sous-marine japonaise gagna en efficacité, en particulier après les débuts du radar dans la marine impériale.

### Opérations sous-marines britanniques et néerlandaises
La force sous-marine britannique en Extrême-Orient fut considérablement renforcée à partir d'août 1943. La flotte orientale britannique était responsable des opérations sous-marines dans le golfe du Bengale, le détroit de Malacca jusqu'à Singapour et la côte ouest de Sumatra jusqu'à l'équateur. Peu de grands cargos japonais opéraient dans cette zone, et les principales cibles des sous-marins britanniques étaient les petites embarcations opérant dans les eaux côtières. Les sous-marins furent déployés pour effectuer des reconnaissances, empêcher les provisions japonaises de rejoindre le théâtre birman et attaquer les submersibles opérant à partir de Penang. La force sous-marine de la flotte orientale continua à se développer en 1944 ; en octobre de la même année, celle-ci avait coulé un croiseur, trois sous-marins, six petits navires de la marine, 41 000 tonneaux de navires marchands et près de 100 navires de petits tonnages.
La force sous-marine britannique étendit ses zones d'opérations au cours des derniers mois de la guerre. À la fin de 1944, la 8e flottille — avec 11 sous-marins britanniques et hollandais — fut transférée à Fremantle et opéra dans la mer de Java et ses environs sous le commandement de la 7e flotte américaine. La 4e et la 2e flottille nouvellement formée restèrent à Ceylan.
En mars 1945, les navires britanniques avaient pris le contrôle du détroit de Malacca, empêchant tout ravitaillement des forces japonaises en Birmanie par voie maritime. À cette époque, peu de navires japonais imposants opéraient dans la région, et les sous-marins opéraient principalement contre de petits navires qu'ils attaquaient avec leurs canons de pont.
En avril, la 8e flottille déménagea dans la baie de Subic, aux Philippines, la 4e flottille l'a remplaçant à Fremantle. À cette époque, 38 sous-marins britanniques et hollandais opéraient sur le théâtre du Pacifique, et cinq autres étaient en route depuis l'Europe. Le sous-marin HMS Trenchant torpilla et coula le croiseur lourd Ashigara dans le détroit de Bangka, tuant quelque 1 200 soldats de l'armée japonaise.
Trois sous-marins britanniques furent coulés par les Japonais pendant la guerre : les HMS Stratagem, HMS Porpoise et HMS Stonehenge (ce dernier étant miné).

### Pertes d'expédition des marchands
Différentes sources citent des chiffres variables sur la taille de la marine marchande japonaise et ses pertes en temps de guerre.
Taille de la flotte marchande japonaise pendant la Seconde Guerre mondiale (tous les chiffres sont en tonnes)
| Date                     | Tonnage construit | Tonnage coulé | Incidence  | Tonnage en fin de période | Indice |
| 12 juillet 1941          |                   |               |            | 6 384 000                 | 100    |
| Décembre 1941            | 44 200            | 51 600        | −7 400     | 6 376 600                 | 99     |
| 1942                     | 661 800           | 1 095 800     | −434 000   | 5 942 600                 | 93     |
| 1943                     | 1 067 100         | 2 065 700     | −998 600   | 4 494 400                 | 77     |
| 1944                     | 1 735 100         | 4 115 100     | −2 380 000 | 2 564 000                 | 40     |
| Janvier 1945 - août 1945 | 465 000           | 1 562 100     | −1 097 100 | 1 466 900                 | 23     |

Pertes de la flotte marchande japonaise pendant la Seconde Guerre mondiale (tous les chiffres en tonnes, tirés de la JANAC : Joint Army–Navy Assessment Committee (en))
| Date                          | Tonnage de départ | Tonnage construit | Tonnage coulé | Incidence  | Tonnage en fin de période |
| 1942 (incluant décembre 1941) | 5 975 000         | 111 000           | 725 000       | −89 000    | 5 886 000                 |
| 1943                          | 5 886 000         | 177 000           | 1 500 000     | −1 323 000 | 4 963 000                 |
| 1944                          | 4 963 000         | 624 000           | 2 700 000     | −2 076 000 | 2 887 000                 |
| 1945                          | 2 887 000         | ?                 | 415 000       | −415 000   | 2 472 000                 |
| Fin de la guerre              |                   |                   |               | 3 903 000  | 1 983 000                 |

Une référence japonaise rapporte la perte de 15 518 navires civils. La JANAC signale la perte de 2 117 navires marchands japonais pour un tonnage total de 8 040 851 tonnes et 611 navires de la marine de guerre japonaise perdus pour un tonnage total de 1 851 450 tonnes.

### Attaques contre les transports de troupes de l'armée japonaise etHell ship
En plus de peser lourdement sur la navigation marchande japonaise, un grand nombre de transports de troupes furent également coulés. Les sous-marins alliés coulèrent environ 44 transports de troupes faisant plus de 1 000 victimes parmi 33 d'entre eux. La menace d'attaque sous-marine entrava sérieusement la capacité de déplacement des troupes de l'armée impériale japonaise.
Malheureusement, les sous-marins alliés ont également coulé un certain nombre Hell ship, qui transportaient des prisonniers de guerre alliés et des travailleurs forcés rōmusha. On estime que 10 800 prisonniers moururent en mer, la plupart de ces décès résultant d'une attaque sous-marine alliée. Donald L. Miller estima quant à lui des pertes en vies humaines parmi les prisonniers de guerre deux fois plus élevées, affirmant « qu'environ 21 000 prisonniers de guerre alliés moururent en mer, dont environ 19 000 tués par des tirs amis».

## Missions diverses

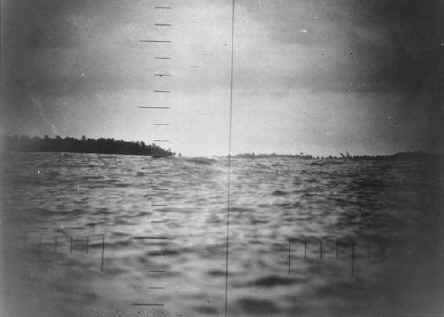
Photographie de l'île Makin prise de l'USS Nautilus lors du raid sur l'île en août 1942.

Les sous-marins alliés servirent dans une gamme d'autres fonctions pendant la guerre du Pacifique. Les sous-marins de la marine américaine furent souvent utilisés pour la surveillance, comprenant la prise de photos de zones d'intérêt (telles que des plages potentielles pour les débarquements amphibies) et des rapports sur les mouvements des navires de guerre de la marine japonaise. Les sous-marins américains débarquèrent et fournirent des forces de reconnaissance et de guérilla et jouèrent un rôle dans le maintien du mouvement de guérilla aux Philippines, détournant ainsi leurs attaques contre le commerce japonais.
Occasionnellement, ils transportèrent également des commandos, tels que les USS Nautilus et USS Argonaut qui débarquèrent des Marine Raiders pour un raid avorté sur l'atoll de Makin.
Dès le début de 1944, des sous-marins américains furent déployés à maintes reprises pour secourir des pilotes d'aéronefs forcés d’amerrir ou abattus par l'ennemi. À la fin de la guerre, les submersibles avaient sauvé 504 aviateurs (dont George H. W. Bush, qui devint plus tard le 41e président des États-Unis).
Les sous-marins britanniques et néerlandais débarquèrent et fournirent également des troupes des forces spéciales, sauvèrent des aviateurs et bombardèrent des installations côtières à neuf reprises.
La Grande-Bretagne déploya une flottille de sous-marins de poche en Extrême-Orient qui furent utilisés pour mener des raids de sabotage. La 14e flottille, équipée de six sous-marins de classe XE, arriva en Australie en avril 1945 avant d'être quasiment dissoute en mai face au manque de cible appropriée. Un reste de la flottille fut renforcé au début de juin, lorsque les lignes télégraphiques sous-marines dans la mer de Chine méridionale furent identifiées comme « cibles valables » avec un croiseur lourd stationné à Singapour. Le 31 juillet, le XE4 coupa le câble télégraphique submergé Singapour-Saigon près du cap Saint-Jacques, en Indochine française. Le XE5 coupa quant à lui le câble Hong Kong-Saigon près de l'île de Lamma, à Hong Kong. Au même moment, les XE1 et XE3 pénétrèrent le détroit de Johor au cours duquel ils endommagèrent gravement le croiseur lourd japonais Takao avec des mines limpet.

## Capitaine de sous-marin récipiendaire de la Medal of Honor
- USS Harder  • Samuel David Dealey
- USS Sculpin • John P. Cromwell (en)
- USS Barb  • Eugene B. Fluckey (en)
- USS Parche  • Lawson P. Ramage (en)
- USS Tang  • Richard O'Kane (en)
- USS Growler • Howard W. Gilmore (en)
- USS Tirante • George L. Street III (en)

## Après-guerre
Les actions sous-marines alliées dans le Pacifique ont aidé a limiter la peine du Großadmiral Karl Dönitz lors du procès de Nuremberg.
Celui-ci était en effet accusé d'actions similaires en appliquant sa tactique d'attaques en groupe (meutes de loups) menée pendant la bataille de l'Atlantique.
L'amiral Nimitz attesta en défense de Dönitz que les navires américains avait agi avec les mêmes méthodes dans le Pacifique.
Le jugement officiel du Tribunal militaire international mentionna cette déclaration comme une des motivations pour lesquelles la condamnation de Dönitz n'a « pas été évaluée en raison de ses violations du droit international de la guerre sous-marine ».